# علیرضا قادری
علیرضا قادری (زادهٔ بورکینافاسو) بازیکن فوتبال اهل ایران است که در پست وینگر برای باشگاه فوتبال ذوب‌آهن اصفهان در لیگ برتر خلیج فارس بازی می‌کند.
وی همچنین سابقهٔ حضور در تیم ملی جوانان را دارد